# درایو شربیوس
«درایو استاتیک شربیوس» کنترل سرعت موتور روتور زخمی را زیر سرعت سنکرون فراهم می‌کند. بخشی از برق AC روتور توسط یک پل دیودی به DC تبدیل می‌شود. این درایو قابلیت جریان دادن توان را هم در جهت مثبت و هم در جهت منفی ولتاژ تزریقی دارد.